# Una pequeña parte del mundo
Una pequeña parte del mundo es el título del segundo álbum de estudio del grupo español Amaral, lanzado el 17 de marzo de 2000. Consta de doce canciones compuestas por Eva Amaral y Juan Aguirre más la versión de un tema de la cantante Cecilia. El primer sencillo que se lanzó para promocionar este segundo trabajo fue «Cómo hablar», canción que posteriormente se regrabaría con la colaboración de Antonio Vega. La repercusión de Una pequeña parte del mundo fue ligeramente mayor que la de su antecesor, pues alcanzó las 80 000 copias vendidas.

## Lista de canciones
| N.º | Título                        | Escritor(es)             | Duración |  |
| 1.  | «Subamos al cielo»            | Eva Amaral               | 3:18     |  |
| 2.  | «Cabecita loca»               | Eva Amaral, Juan Aguirre | 4:57     |  |
| 3.  | «Cómo hablar»                 | Eva Amaral, Juan Aguirre | 4:01     |  |
| 4.  | «Los aviones no pueden volar» | Eva Amaral, Juan Aguirre | 4:13     |  |
| 5.  | «Queda el silencio»           | Eva Amaral, Juan Aguirre | 4:00     |  |
| 6.  | «Una pequeña parte del mundo» | Eva Amaral, Juan Aguirre | 3:27     |  |
| 7.  | «Botas de terciopelo»         | Eva Amaral               | 4:05     |  |
| 8.  | «Volverá la suerte»           | Eva Amaral, Juan Aguirre | 4:25     |  |
| 9.  | «El día de año nuevo»         | Eva Amaral               | 3:58     |  |
| 10. | «El mundo al revés»           | Eva Amaral               | 4:39     |  |
| 11. | «Siento que te extraño»       | Eva Amaral, Juan Aguirre | 3:36     |  |
| 12. | «Nada de nada»                | Cecilia                  | 3:41     |  |
| 13. | «El final»                    | Eva Amaral               | 1:50     |  |

## Posiciones y certificaciones

### Semanales
| País   | Ranking         | Primera semana | Posición de ingreso | Mejor posición | Semanas en la mejor posición | Semanas en el ranking | Última semana |
| ------ | --------------- | -------------- | ------------------- | -------------- | ---------------------------- | --------------------- | ------------- |
| Europa |                 |                |                     |                |                              |                       |               |
| España | Top 100 álbumes | -              | -                   | -              | -                            | -                     | -             |

### Copias y certificaciones
| País   | Proveedor  | Año | Certificación | Copias certificadas (según IFPI) |
| Europa |            |     |               |                                  |
| España | Promusicae | -   | -             | -                                |